# Scottish Premiership 2017-18
La temporada 2017-18 es la 121.ª edición del Campeonato escocés de fútbol y la 5.ª edición como Scottish Premiership, la división más importante del fútbol escocés. La temporada comenzó en 2017 y finalizó el 13 de mayo de 2018.

## Ascensos y descensos
| Pos. | Descendido de la Scottish Premiership 2016-17 |
| ---- | --------------------------------------------- |
| 12º  | Inverness Caledonian Thistle                  |

| Pos. | Ascendido de la Scottish Championship 2016-17 |
| ---- | --------------------------------------------- |
| 1º   | Hibernian                                     |

## Equipos participantes
| Equipo              | Ciudad     | Estadio            | Capacidad |
| ------------------- | ---------- | ------------------ | --------- |
| Aberdeen            | Aberdeen   | Pittodrie Stadium  | 22.220    |
| Celtic              | Glasgow    | Celtic Park        | 60.837    |
| Dundee              | Dundee     | Dens Park          | 11.800    |
| Hamilton Academical | Hamilton   | New Douglas Park   | 6.500     |
| Heart of Midlothian | Edimburgo  | Tynecastle Stadium | 17.420    |
| Hibernian (*)       | Edimburgo  | Easter Road        | 20.421    |
| Kilmarnock          | Kilmarnock | Rugby Park         | 18.220    |
| Motherwell          | Motherwell | Fir Park           | 13.750    |
| Partick Thistle     | Glasgow    | Firhill Stadium    | 10.800    |
| Rangers             | Glasgow    | Ibrox Stadium      | 50.987    |
| Ross County         | Dingwall   | Victoria Park      | 6.500     |
| St. Johnstone       | Perth      | McDiarmid Park     | 10.673    |

- (*) Club ascendido esta temporada.

### Datos de los equipos
| Equipo              | Entrenador                            | Capitán          | Marca       | Patrocinador               |
| ------------------- | ------------------------------------- | ---------------- | ----------- | -------------------------- |
| Aberdeen            | Derek McInnes                         | Graeme Shinnie   | Adidas      | Saltire Energy             |
| Celtic              | Brendan Rodgers                       | Scott Brown      | New Balance | Dafabet                    |
| Dundee              | Neil McCann                           | Darren O'Dea     | Puma        | McEwan Fraser Legal        |
| Hamilton Academical | Martin Canning                        | Dougie Imrie     | Adidas      | SuperSeal (H), NetBet (A)  |
| Heart of Midlothian | Craig Levein                          | Christophe Berra | Umbro       | Save the Children          |
| Hibernian           | Neil Lennon                           | David Gray       | Macron      | Marathonbet                |
| Kilmarnock          | Steve Clarke                          | Steven Smith     | Nike        | QTS                        |
| Motherwell          | Steve Robinson                        | Carl McHugh      | Macron      | McEwan Fraser Legal        |
| Partick Thistle     | Alan Archibald                        | Abdul Osman      | Joma        | Just Employment Law        |
| Rangers             | Graeme Murty                          | Lee Wallace      | Puma        | 32Red                      |
| Ross County         | Steven Ferguson and Stuart Kettlewell | Andrew Davies    | Macron      | Stanley CRC Evans Offshore |
| St Johnstone        | Tommy Wright                          | Steven Anderson  | Joma        | Alan Storrar Cars          |

## Formato de competencia

### Temporada regular
En la fase inicial de la temporada, los 12 equipos jugarán un torneo de todos contra todos donde cada equipo jugará contra los otros equipos tres veces. Después de 33 partidos, la liga se divide en dos secciones de seis equipos, con cada equipo jugando entre sí en esa sección. La liga intenta equilibrar el calendario de partidos para que los equipos en la misma sección juegan entre sí dos veces de local y dos veces de visitante, pero a veces esto no es posible. Se jugará un total de 228 partidos, con 38 partidos jugados por cada equipo.

### Descenso y play-off
El equipo que termine en el lugar 12 descenderá automáticamente a la Scottish Championship, mientras que el campeón de esta será promovido a la Scottish Premiership para la temporada 2017-18. El equipo que termine 11º en la Scottish Premiership jugará contra el ganador de los playoffs del Scottish Championship (equipos que terminan segundo, tercero y cuarto en el Scottish Championship) en dos partidos de playoffs, el ganador asegura un lugar en la Scottish Premiership para la temporada 2018-19.

## Tabla de posiciones
- Actualización final el 13 de mayo de 2018.[1]

| Pos. | Equipo              | Pts. | PJ | G  | E  | P  | GF | GC | Dif. | Clasificación o descenso                                                  |
| ---- | ------------------- | ---- | -- | -- | -- | -- | -- | -- | ---- | ------------------------------------------------------------------------- |
| 1    | Celtic (C)          | 82   | 38 | 24 | 10 | 4  | 73 | 25 | +48  | Clasifica a Liga de Campeones de la UEFA 2018-19                          |
| 2    | Aberdeen            | 73   | 38 | 22 | 7  | 9  | 56 | 37 | +19  | Clasifica a primera fase clasificatoria de Liga Europa de la UEFA 2018-19 |
| 3    | Rangers             | 70   | 38 | 21 | 7  | 10 | 76 | 50 | +26  | Clasifica a primera fase clasificatoria de Liga Europa de la UEFA 2018-19 |
| 4    | Hibernian           | 67   | 38 | 18 | 13 | 7  | 62 | 46 | +16  | Clasifica a primera fase clasificatoria de Liga Europa de la UEFA 2018-19 |
| 5    | Kilmarnock          | 59   | 38 | 16 | 11 | 11 | 49 | 47 | +2   |                                                                           |
| 6    | Heart of Midlothian | 49   | 38 | 12 | 13 | 13 | 39 | 39 | 0    |                                                                           |
|      |                     |      |    |    |    |    |    |    |      |                                                                           |
| 7    | Motherwell          | 48   | 38 | 13 | 9  | 16 | 43 | 49 | −6   |                                                                           |
| 8    | St Johnstone        | 46   | 38 | 12 | 10 | 16 | 42 | 53 | −11  |                                                                           |
| 9    | Dundee              | 39   | 38 | 11 | 6  | 21 | 36 | 57 | −21  |                                                                           |
| 10   | Hamilton Academical | 33   | 38 | 9  | 6  | 23 | 47 | 68 | −21  |                                                                           |
| 11   | Partick Thistle     | 33   | 38 | 8  | 9  | 21 | 31 | 61 | −30  | Clasifica a Premiership playoff final                                     |
| 12   | Ross County         | 29   | 38 | 6  | 11 | 21 | 40 | 62 | −22  | Descenso a la Scottish Championship                                       |

 Fuente: Soccerway BBC
Criterios de clasificación: 1) Puntos; 2) puntos entre sí; 3) diferencia de goles; 4) Goles marcados.
Notas:
1. ↑  Los equipos juegan entre sí tres veces (33 partidos) antes de que la liga se divida en dos grupos (los seis primeros y los seis inferiores).

## Goleadores
- Actualizado al 13 de mayo 2018
| Rank | Jugador         | Club                | Goales |
| ---- | --------------- | ------------------- | ------ |
| 1    | Kris Boyd       | Kilmarnock          | 18     |
| 2    | Alfredo Morelos | Rangers             | 14     |
| 3    | Josh Windass    | Rangers             | 13     |
| 4    | Kyle Lafferty   | Heart of Midlothian | 12     |
| 5    | Alex Schalk     | Ross County         | 11     |
| 6    | Scott Sinclair  | Celtic              | 10     |

## Play-offs de ascenso

### Cuartos de final
Se enfrentan los equipos que finalizaron en las posiciones 3º y 4º en el Scottish Championship 2017-18, siendo el tercero, quien define de local.
| 1 de mayo de 2018 | Dunfermline Athletic | 0:0 | Dundee United | East End Park, Dunfermline                              |  |
|                   |                      |     |               | Asistencia: 6.474 espectadores Árbitro(s): Bobby Madden |  |

| 4 de mayo de 2018 | Dundee United                      | 2:1 (0:1) | Dunfermline Athletic | Tannadice Park, Dundee         |                                |
|                   | - Scott McDonald 57' - Stanton 70' |           | 14' McManus          | Asistencia: 7.994 espectadores | Asistencia: 7.994 espectadores |

- Dundee United clasifica a las semifinales con un marcador global de 2-1.

### Semifinal
La semifinal es disputada por el subcampeón del Scottish Championship y el ganador de la llave de cuartos de final
| 7 de mayo de 2018 | Dundee United | 2:3' | Livingston | Tannadice Park, Dundee         |  |
|                   |               |      |            | Asistencia: 5.610 espectadores |  |

| 11 de mayo de 2018 | Livingston | 1:1' | Dunfermline Athletic | Almondvale Stadium, Livingston |  |
|                    |            |      |                      | Asistencia: 4.508 espectadores |  |

- Livingston clasifica a las semifinales con un marcador global de 4-3.

### Final
La final es disputada por el ganador de la llave de semifinales y el equipo que finalice 11.º en la actual temporada de Premiership. El ganador jugará la próxima temporada en la máxima categoría.
| 17 de mayo de 2018 | Livingston                               | 2:1 (1:1) | Partick Thistle | Almondvale Stadium, Livingston                           |                                                          |
|                    | - Keaghan Jacobs 13' - Scott Pittman 74' | Reporte   | 10' Kris Doolan | Asistencia: 5.469 espectadores Árbitro(s): Craig Thomson | Asistencia: 5.469 espectadores Árbitro(s): Craig Thomson |

| 20 de mayo de 2018 | Partick Thistle | 0:1 (0:0) | Livingston         | Firhill Stadium, Glasgow                               |                                                        |
|                    |                 | Reporte   | 46' Keaghan Jacobs | Asistencia: 7.122 espectadores Árbitro(s): John Beaton | Asistencia: 7.122 espectadores Árbitro(s): John Beaton |

- Livingston gana la serie con un resultado global de 3-1 y asciende a la Scottish Premiership.

## Scottish Championship
La Scottish Championship fue ganada por el St Mirren  FC que asciende a la máxima categoría, los clubes clasificados 2°, 3° y 4°, Livingston FC, Dundee United y Dunfermline Athletic respectivamente disputan con el equipo ubicado en el 11° lugar en la Premiership un cupo en la máxima categoría para la próxima temporada.
El Brechin City desciende a la Scottish League One junto con el Dumbarton perdedor en la promoción, serán sustituidos para la próxima temporada por el Ayr United campeón de dicha división y el Alloa Athletic ganador de la promoción.
| Pos. | Equipo                       | Pts. | PJ | G  | E  | P  | GF | GC | Dif. | Ascenso, clasificación o descenso                |
| ---- | ---------------------------- | ---- | -- | -- | -- | -- | -- | -- | ---- | ------------------------------------------------ |
| 1    | St Mirren (C)                | 74   | 36 | 23 | 5  | 8  | 63 | 36 | +27  | Ascendido a la Scottish Premiership              |
| 2    | Livingston                   | 62   | 36 | 17 | 11 | 8  | 56 | 37 | +19  | Clasifica a Premiership playoff semifinal        |
| 3    | Dundee United                | 61   | 36 | 18 | 7  | 11 | 52 | 42 | +10  | Clasifica a Premiership playoff cuartos de final |
| 4    | Dunfermline Athletic         | 59   | 36 | 16 | 11 | 9  | 60 | 35 | +25  | Clasifica a Premiership playoff cuartos de final |
| 5    | Inverness Caledonian Thistle | 57   | 36 | 16 | 9  | 11 | 53 | 37 | +16  |                                                  |
| 6    | Queen of the South           | 52   | 36 | 14 | 10 | 12 | 59 | 53 | +6   |                                                  |
| 7    | Greenock Morton              | 50   | 36 | 13 | 11 | 12 | 47 | 40 | +7   |                                                  |
| 8    | Falkirk                      | 47   | 36 | 12 | 11 | 13 | 45 | 49 | −4   |                                                  |
| 9    | Dumbarton                    | 30   | 36 | 7  | 9  | 20 | 27 | 63 | −36  | Clasifica a Championship playoffs                |
| 10   | Brechin City                 | 4    | 36 | 0  | 4  | 32 | 20 | 90 | −70  | Descendido a la Scottish League One              |

 Fuente: 
Criterios de clasificación: 1) Puntos; 2) puntos entre sí; 3) diferencia de goles; 4) Goles marcados.